# Atubaria heterolopha
Atubaria heterolopha — вид кишководишних напівхордових родини атубарієвих (Atubaridae).

## Поширення
Вид поширений у субтропічних водах на північному заході Тихого океану (Японія) на глибині до 300 м.

## Опис
Зооїд одинарний, сидячий, завдовжки 1–5 мм. Комір із чотирма парами щупастих рук. Є одна пара глоткових щілин.